# Premio Nacional de Literatura de Cuba
Der Premio Nacional de Literatura de Cuba (Kubanischer Staatspreis für Literatur) wurde als einer der ältesten staatlichen kubanischen Kunstpreise 1982 vom kubanischen Kultusministerium ins Leben gerufen. Seitdem wird er jährlich an einen oder mehrere Schriftsteller für ihr Lebenswerk verliehen. Geehrt werden lebende, in Kuba ansässige Autoren. Das Vorschlagsrecht haben einige offizielle kubanische Kulturinstitutionen; letztlich entscheidet eine Jury unter den Kandidaten. Der Preis ist mit 10.000 Pesos dotiert, und die Preisträger werden darüber hinaus in einer feierlichen Preisverleihung mit einer künstlerisch gestalteten Urkunde und der Präsenz auf der Internationalen Buchmesse von Havanna (Feria Internacional del Libro de La Habana) geehrt. Auf Grund der Preisverleihung werden auch viele ihrer Bücher wieder neu aufgelegt. Meist erhalten die Träger des Staatspreises auch eine Art staatlicher Pension in der Höhe von 100 CUC, was aber nicht offizieller Bestandteil des Preises ist.

## Preisträger
- 1983: Nicolás Guillén
- 1984: José Zacarías Tallet
- 1985: Félix Pita Rodríguez
- 1986: Eliseo Diego, José Soler Puig und 
           José Antonio Portuondo (geteilt)
- 1987: Dulce María Loynaz
- 1988: Cintio Vitier und Dora Alonso (geteilt)
- 1989: Roberto Fernández Retamar
- 1990: Fina García Marruz
- 1991: Ángel Augier
- 1992: Abelardo Estorino
- 1993: Francisco de Oraá
- 1994: Miguel Barnet
- 1995: Jesús Orta Ruiz
- 1996: Pablo Armando Fernández
- 1997: Carilda Oliver
- 1998: Roberto Friol
- 1999: César López
- 2000: Antón Arrufat
- 2001: Nancy Morejón
- 2002: Lisandro Otero
- 2003: Reynaldo González Zamora
- 2004: Jaime Sarusky
- 2005: Graziella Pogolotti
- 2006: Leonardo Acosta
- 2007: Humberto Arenal
- 2008: Luis Marré
- 2009: Ambrosio Fornet
- 2010: Daniel Chavarría
- 2011: Nersys Felipe
- 2012: Leonardo Padura
- 2013: Reina María Rodríguez
- 2014: Eduardo Heras León
- 2015: Rogelio Martínez Furé
- 2016: Margarita Mateo
- 2017: Luis Álvarez Álvarez
- 2018: Mirta Yáñez
- 2019: Lina de Feria
- 2020: Eugenio Hernández Espinosa
- 2021: Julio Travieso Serrano